# Phaonia nigrisquamma
Phaonia nigrisquamma este o specie de muște din genul Phaonia, familia Muscidae, descrisă de Stein în anul 1908.
Este endemică în Insulele Canare. Conform Catalogue of Life specia Phaonia nigrisquamma nu are subspecii cunoscute.